# رونالد ميلر
رونالد ميلر (بالإنجليزية: Ron W. Miller)‏ (17 أبريل 1933 في الولايات المتحدة - 9 فبراير 2019 في مقاطعة نابا، كاليفورنيا) منتج أفلام، ولاعب كرة قدم أمريكية من الولايات المتحدة.

## روابط خارجية
- رونالد ميلر على موقع IMDb (الإنجليزية)
- رونالد ميلر على موقع ميوزك برينز (الإنجليزية)
- رونالد ميلر على موقع قاعدة بيانات الفيلم (الإنجليزية)
- رونالد ميلر على موقع مرجع كرة القدم المحترفة.كوم (الإنجليزية)